# Alioranus pastoralis
Alioranus pastoralis är en spindelart som först beskrevs av O. Pickard-Cambridge 1872.  Alioranus pastoralis ingår i släktet Alioranus och familjen täckvävarspindlar. Inga underarter finns listade i Catalogue of Life.